# Witold Iwaszkiewicz
Witold Iwaszkiewicz (ur. 13 grudnia 1903 w Mikołajówce, zm. 23 lutego 1982) – polski elektryk, naukowiec, wykładowca Politechniki Łódzkiej, profesor nauk technicznych, członek Stowarzyszenia Elektryków Polskich.

## Życiorys
Urodził się 13 grudnia 1903 roku w Mikołajówce, pow. taraszczańskim, woj. kijowskim. Uczęszczał do polskiego gimnazjum w Kijowie, a od 1920 roku, po przeprowadzeniu się z rodziną do Warszawy, do Gimnazjum Humanistycznego im. A. Mickiewicza. Maturę uzyskał w 1922 roku. Rozpoczął studia na Wydziale Elektrycznym Politechniki Warszawskiej, które ukończył w 1933 roku.
W latach 1927–1930 pracował jako zastępca asystenta, a od września 1933 roku (aż do wybuchu wojny) na stanowisku starszego asystenta w Zakładzie Miernictwa Elektrycznego i Wysokich Napięć Politechniki Warszawskiej. W latach 1927–1939 był kierownikiem naukowym i technicznym kursu przygotowawczego z zakresu matematyki  liczącego ok. 1000 słuchaczy.
W okresie okupacji wciąż pracował w Zakładzie Miernictwa Elektrycznego, prowadził liczne wykłady z miernictwa elektrycznego (od kwietnia 1942 do sierpnia 1944) oraz prace badawcze w pracowni liczników elektrycznych. W 1943 roku opracował skrypty z miernictwa elektrycznego, których część I została wydana w 1944 roku – następne części uległy zniszczeniu w powstaniu warszawskim.
W kwietniu 1945 roku przybył do Łodzi w związku ze staraniami Zarządu Miejskiego o utworzenie wyższych uczelni w tym mieście. W 1945 roku Iwaszkiewicz włączył się w prace organizacyjne Politechniki Łódzkiej. Był pierwszym pracownikiem naukowym, który od początku współpracował na terenie Łodzi z prof. Bohdanem Stefanowskim (organizatorem i pierwszym rektorem Politechniki Łódzkiej). Iwaszkiewicz był współorganizatorem Wydziału Elektrycznego oraz organizatorem i kierownikiem Katedry Miernictwa Elektrycznego (od 1969 roku Katedra weszła w skład Instytutu Podstaw Elektrotechniki jako zespół naukowo-dydaktyczny metrologii elektrycznej i elektronicznej). Rozpoczął pracę na Politechnice na stanowisku zastępcy profesora, a w lipcu 1946 otrzymał nominację na profesora nadzwyczajnego. W latach 1948–1952 był dziekanem Wydziału Elektrycznego, zaś w roku akademickim 1952/53 – prorektorem do spraw nauczania. Przez kilkanaście lat przewodniczył Komisji Dydaktyczno-Programowej Wydziału Elektrycznego. Był promotorem 4 prac doktorskich oraz recenzentem kilkunastu. Sprawował opiekę naukową i recenzował trzy rozprawy habilitacyjne. Odszedł na emeryturę w 1974 roku, ale dalej prowadził seminaria dyplomowe i brał aktywny udział w różnych komisjach dziekańskich i rektorskich. 
Poza działalnością na Uczelni Iwaszkiewicz aktywnie uczestniczył w pracach Stowarzyszenia Elektryków Polskich, od 1948 roku był członkiem Komitetu Redakcyjnego SEP. Opracowywał i opiniował normy i przepisy z dziedziny miernictwa elektrycznego i magnetycznego. Przewodniczył zespołowi do spraw terminologii, symboli i oznaczeń, który w 1974 roku opracował materiał normalizacyjny „Oznaczenia stosowane w elektryce”. Był autorem wielu skryptów z miernictwa elektrycznego (m.in. „Ćwiczenia laboratoryjne” (1946), „Laboratorium Podstaw Elektrotechniki” (1948), „Laboratorium Miernictwa Elektrycznego” (1949, 1955 i nast.) oraz współautorem wydawanego przez SEP „Kalendarzyka Elektrotechnicznego”, a następnie „Poradnika Inżyniera Elektryka”.
Zmarł 23 lutego 1982 roku, pochowany na cmentarzu Powązkowskim w Warszawie (kwatera 315-3-1).

## Ordery i odznaczenia
- Krzyż Kawalerski Orderu Odrodzenia Polski
- Złoty Krzyż Zasługi (30 września 1952)[5]
- Medal 10-lecia Polski Ludowej (15 stycznia 1955)[6]